# Аветисян, Степан Петрович
Степан Петрович Аветисян — советский хозяйственный и политический деятель.

## Биография
Родился в 1914 году в Гюмри. Член КПСС.
Окончил ФЗУ при Ленинаканском текстильном комбинате, Ленинградский коммунистический педагогический институт, Высшую партийную школу при ЦК ВКП(б).
В 1931—1933 гг. — слесарь Ленинаканского механического завода.
В 1939—1941 гг. — заведующий отделом редакции, заведующий русским отделом газеты «Бонвар» — органа Ленинаканского горкома КП(б)А.
Участник Великой Отечественной войны: старший инструктор Главного политического управления РККА / Советской армии.
В 1950—1964 гг. — заместитель, в 1964—1966 гг. — первый заместитель начальника Главного управления по охране государственных тайн в печати при Совете министров СССР.
В 1966—1968 гг. — заведующий V сектором, в 1968—1979 гг. — заведующий III сектором, в 1979—1986 гг. — заместитель, первый заместитель заведующего Общего отдела ЦК КПСС.
Умер в 2006 году в Москве.

## Присвоение Смоленску звания Города-героя
Грибачев обрушился на меня с упреками, спрашивая, почему я сам не решаюсь написать об этом в ЦК. Все мои доводы о том, что мое письмо после коллективных обращений в Политбюро группы маршалов не возымеет действия, он гневно отвергал и доказывал, что время уже внесло ясность в понимание роли Смоленска в обороне московского направления. Тем более что городами-героями стали Керчь и Новороссийск, не более отличившиеся в ходе войны, чем Смоленск!
— Но мне, почетному гражданину Смоленска, неудобно хлопотать о своем городе, — считал я.
— Наоборот! Мне неудобно, ибо я там не воевал, — возразил Грибачев. А у тебя все карты в руках!
— Да не дойдет мое письмо до Политбюро!
— А ты отнеси лично Аветисяну! Он же твой однополчанин.
Грибачев знал, что Степан Петрович Аветисян — первый заместитель заведующего Общим отделом ЦК — служил раньше в Главпуре, и я с ним хорошо знаком.
Этот совет вдохновил меня, и я с великим тщанием потрудился над документом. Его копию отослал первому секретарю Смоленского обкома партии И. Е. Клименко, а оригинал вручил С. П. Аветисяну… Догадываюсь, что Степан Петрович поднял из архивов ходатайства Г. К. Жукова и других маршалов о присвоении Смоленску звания города-героя, и наконец-то вопрос был решен положительно: уже 21 июня 1985 года Николай Иванович Рыжков вручил Смоленску Золотую Звезду.

## Награды
- Орден Октябрьской Революции (1974)
- Орден Отечественной войны II степени (01.08.1979, 06.04.1985)
- Орден Трудового Красного Знамени (09.09.1971, 1984)
- Орден Дружбы народов (1981)
- Орден Знак Почёта (04.05.1962)